# Fenghua
Fenghua (fil), tidigare även känt som Fenghwa, är ett stadsdistrikt inom Ningbos stad på prefekturnivå i Zhejiang-provinsen i östra Kina.
Befolkningen uppgick till 471 558 invånare vid folkräkningen år 2000, varav 128 818 invånare bodde i huvudorten Daqiao.
En känd ort inom stadsdistriktet är Xikou, Chiang Kai-sheks födelseort. Stadsdistriktet var år 2000 indelat i tolv köpingar (zhèn) och sju socknar (xiāng).
Fenghua betecknades som härad fram till 1989, då det blev stad på häradsnivå. Sedan 2016 är Fenghua stadsdistrikt.